# David Zelag Goodman
David Zelag Goodman (New York, 15 gennaio 1930 – Oakland, 26 settembre 2011) è stato uno sceneggiatore statunitense.
Ha ricevuto una candidatura per l'Oscar alla migliore sceneggiatura non originale nel 1971 per il film Amanti ed altri estranei.
Ha lavorato come sceneggiatore per i film Monty Walsh, un uomo duro a morire (1970), Cane di paglia (1971), Marlowe, il poliziotto privato (1975) e La fuga di Logan (1978), oltre che alla serie televisiva Gli intoccabili.